# Ieisme
|  | No s'ha de confondre amb iodització. |

El ieisme, o ieisme no etimològic, és un fenomen fonètic que consisteix en la despalatalització de la consonant aproximant lateral palatal sonora /ʎ/ <ll> de medalla, llet, cavall, que aleshores s'articula com una aproximant palatal sonora /j/ (i consonàntica) (medaia, iet, cavai) o una fricativa palatoalveolar sonora /ʒ/ (medaja, get). En la llengua catalana, el seu origen és la interferència local del castellà (que patí un procés similar com a mínim a partir del segle xviii) a les zones metropolitanes o bé del francès (com a Sóller i a la Catalunya Nord). Es troba difós per les zones i sectors socials i generacionals més espanyolitzats o afrancesats, sobretot els infants i joves urbans.
El ieisme no és admissible en una pronúncia catalana genuïna, ni en la informal, perquè fa desaparèixer una característica fonètica bàsica del català: la distinció entre la consonant lateral palatal /ʎ/ <ll> i la semiconsonant mediopalatal aproximant /j/. Aquesta parella no existeix en francès ni en la major part de l'espanyol.